# Ignacio Allende

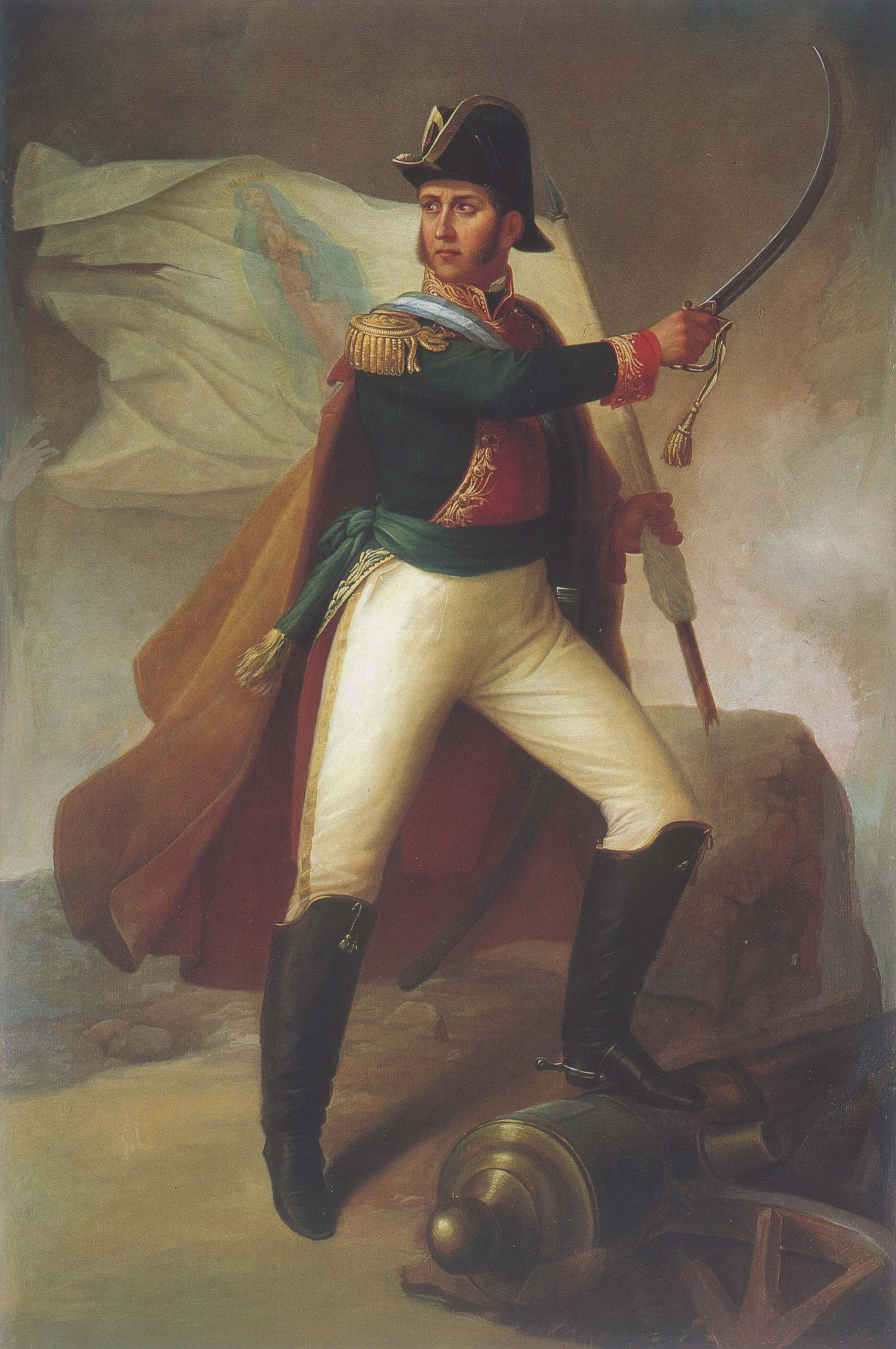
Portret van Allende door Ramón Pérez (olieverf op doek, 1865)

Ignacio José de Allende y Unzaga (San Miguel de Allende, 21 januari 1769 – Chihuahua, 26 juni 1811), geboren als Ignacio Allende y Unzaga, was een kapitein van het Spaanse leger in Mexico die sympathiseerde met de Mexicaanse onafhankelijkheidsbeweging. Hij woonde de geheime bijeenkomsten bij die werden georganiseerd door Josefa Ortiz de Domínguez, waar de mogelijkheid van een onafhankelijk Nieuw-Spanje werd besproken. Hij vocht samen met Miguel Hidalgo y Costilla in de eerste fase van de strijd en volgde hem uiteindelijk op als leider van de opstand. Terwijl Allende in Coahuila was, werd hij gevangengenomen en geëxecuteerd door de Spaanse koloniale autoriteiten wegens verraad.

## Leven
Allende werd geboren op 21 januari 1769 in een rijke Spaanse criollofamilie in San Miguel el Grande in Guanajuato (Mexico). Zijn vader was Domingo Narciso de Allende, een rijke handelaar.
In 1802 trad hij toe tot het leger en diende onder generaal Félix María Calleja. In 1806 begon hij de mogelijkheid van onafhankelijkheid van Spanje te bevorderen. Zijn aanwezigheid op een samenzweringsbijeenkomst in Valladolid (tegenwoordig Morelia) werd in 1809 ontdekt door de Spanjaarden en werd niet gesanctioneerd. Hoe dan ook, Allende bleef de ondergrondse onafhankelijkheidsbeweging steunen. Hij werd uiteindelijk uitgenodigd door de burgemeester van Querétaro, Miguel Domínguez en zijn vrouw Josefa Ortíz de Domínguez om verdere plannen voor onafhankelijkheid bij hen thuis te bespreken. Tijdens een van deze bijeenkomsten ontmoette Allende Miguel Hidalgo y Costilla en zijn kapitein Juan Aldama.
Oorspronkelijk zou de onafhankelijkheidsbeweging gezamenlijk geleid worden door Allende en Aldama. Een verandering van de plannen naar aanleiding van de ontdekking van de samenzwering dwong Hidalgo de opstand eerder dan afgesproken te beginnen. De "Grito de Dolores" van Hidalgo luidde het begin van de revolutie in, waarna de samenzweerders zich achter hem scharen. Het rebellenleger veroverde snel de stad Dolores en marcheerde naar San Miguel el Grande, waar Allende de steun kreeg van zijn cavalerieregiment. Op 22 september 1810 werd Hidalgo y Costilla officieel benoemd tot kapitein-generaal van het revolutionaire leger, terwijl Allende werd benoemd tot luitenant-generaal. Na de beroemde verovering van de Alhóndiga de Granaditas (Guanajuato) en zijn overwinning in de Slag bij Monte de las Cruces stelde Allende voor dat Hidalgo naar Mexico-Stad marcheerde en het veroverde. Als gevolg van de nederlaag van de rebellen in de Slag bij de Calderón-brug, eisten de leiders van het revolutionaire leger de vervanging van Hidalgo als hun leider. Allende nam deze nieuwe verantwoordelijkheid op zich en besloot met een gedecimeerd leger naar het noorden te marcheren naar de Verenigde Staten, met als doel contacten te leggen met degenen in de Verenigde Staten voor steun. De rebellen werden echter in een hinderlaag gelokt bij de bronnen van Baján vanwege het verraad van Ignacio Elizondo, wat leidde tot de gevangenneming van Allende, Hidalgo en verschillende andere commandanten. Allende's onwettig kind Indalecio werd gedood tijdens deze hinderlaag.
Allende werd naar de stad Chihuahua gebracht, waar hij werd berecht wegens insubordinatie en gevangengezet. Hij werd geïnformeerd over 2000 Amerikanen in de buurt van San Antonio de Bexar en vroeg om een ontmoeting met de onderkoning om een gezamenlijke oplossing te bedenken ter verdediging van een mogelijke Amerikaanse invasie. Zijn verzoek werd afgewezen en werd geëxecuteerd door een vuurpeloton op 26 juni 1811. Zijn lichaam werd onthoofd en zijn hoofd werd naar de Alhóndiga de Granaditas gebracht waar het aan het publiek werd getoond in een kooi die aan een hoek van het gebouw hing. In 1824 werden zijn stoffelijke resten begraven in de kluis gereserveerd voor de onderkoningen en presidenten in de kathedraal van Mexico. Zijn stoffelijk overschot werd in 1925 verplaatst naar de Onafhankelijkheidskolom in Mexico-Stad.